# 三原大樹
三原 大樹（みはら だいき、1997年3月16日 - ）は、日本の俳優。北海道出身。合同会社AYRTON所属。元TRUSTAR所属。

## 略歴
- 2010年、第23回ジュノン・スーパーボーイ・コンテストでファイナリストとなる。
- 2025年7月1日、合同会社AYRTONへ所属することを発表。[1]

## 人物
高校の同級生に横浜流星がおり、頻繁に会う仲のいい友人である。

## 出演

### 舞台
- Legend〜風のなかの塵〜（2013年3月） - 火野 役
- 心は孤独なアトム（2013年10月） - トシオ（少年） 役
- 人狼TLPT×PSYCHO-PASS（2015年9月） - 蒼樹智聖 役
- 十二夜（2015年11月） - セバスチャン 役
- ミュージカル「ヘタリア」（2015年12月） - アンサンブル
- 音楽室の神様（2016年1月） - 平子類 役
- そこにある場所（2016年3月） - 山本颯太 役
- 露出狂（2016年9月） - 宇津保 / 真今井 役[3]
- プリンス・オブ・ストライド THE LIVE STAGE Episode1 - 4（2016年12月 - 2017年8月） - 奥村楓 役[4]
- 舞台『メサイア －月詠乃刻－』（2018年4月14日 - 22日、シアターGロッソ / 4月27日・28日、大阪メルパルクホール） - 及川昴流 役[5]
- 配信朗読劇「予告犯」（2018年9月15日・17日・19日、あうるすぽっと） - メガネ 役
- 歌劇派ステージ『ダメプリ』 ダメ王子 VS 完璧王子（2018年12月1日 - 9日、AiiA 2.5 Theater Tokyo） - メア 役[6]
- 舞台『メサイア トワイライト －黄昏の荒野－』（2019年2月7日 - 17日、池袋サンシャイン劇場 / 3月1日・2日、大阪メルパルクホール） - 及川昴流 役[7]
- 歌劇派ステージ『ダメプリ』ダメ王子 VS 偽物王子（2019年5月17日 - 23日、よみうり大手町ホール） - メア 役[8]
- BATTLE ROCK MUSICAL 迷宮の扉（2019年8月7日 - 12日、新宿シアターモリエール） - エルド 役
- 舞台『メサイア－黎明乃刻－』（2019年9月5日 - 8日、シアターGロッソ / 9月14日 - 16日、大阪メルパルクホール / 9月19日 - 9月23日、なかのZERO 大ホール） - 及川昴流 役[9]
- 舞台「信長の野望・大志 -零- 桶狭間前夜〜兄弟相克編〜」（2019年11月14日 - 20日、かめありリリオホール / 11月23日、名古屋特殊陶業市民会館 ビレッジホール） - 河尻秀隆 役
- 舞台「RED&BEAR〜クィーンシャイン号殺人事件〜」（2020年1月24日 - 2月1日、池袋サンシャイン劇場） - ショウヘイ 役
- 舞台「Collar×Malice -榎本峰雄編＆笹塚尊編-」（2020年5月2日・3日、こくみん共済 coopホール／スペース・ゼロ / 5月7日 - 10日、品川プリンスホテル ステラボール / 5月16日・17日、梅田芸術劇場 シアター・ドラマシティ） - 相田学 役 ※新型コロナウィルス感染症の流行の影響で延期[10]
- ミュージカル「スタミュ」スピンオフ team楪＆team漣　単独公演『Storytellers』（2020年12月5日 - 13日、シアター1010 / 12月18日 - 20日、品川プリンスホテル ステラボール） - 香西遊晴 役
- 地縛少年花子くん-The Musical-（2021年1月22日 - 24日、COOL JAPAN PARK OSAKA TTホール / 1月28日 - 31日、東京ドームシティ シアターGロッソ） - 三葉惣助 役
- 舞台「Collar×Malice -榎本峰雄編＆笹塚尊編-」（2021年9月9日 - 14日、こくみん共済 coop ホール / スペース・ゼロ） - 相田学 役[11]
- 舞台『プレイタの傷』（2021年11月12日 - 14日、京都劇場 / 11月18日 - 21日、ヒューリックホール東京） ‐ 甲斐ミナト 役
- ジュエルステージ「オンエア！」（2022年6月3日 - 12日、東京ドームシティ シアターGロッソ） - 雅野椿 役[12]
- ジュエルステージ「オンエア！」〜Unit Story side Prid's〜（2022年11月11日 - 27日、Mixalive TOKYO Theater Mixa） - 雅野椿 役[13]
- ミラクル☆ステージ『サンリオ男子』 〜KIRAKIRA KANSAI PARADE #世界クロミ化計画〜（2023年3月24日 - 4月2日、AiiA 2.5 Theater Kobe / 4月14日 - 16日、品川プリンスホテル クラブeX） - 豊原夢ノ介 役[14]
- ジュエルステージ「オンエア！」Unit Stories H×D（2023年10月5日 - 29日、Mixalive TOKYO Theater Mixa） - 雅野椿 役[15]
- ミラクル☆ステージ『サンリオ男子』 ～One More Time～（2023年11月10日 - 19日、I'M A SHOW） - 豊原夢ノ介 役[16]
- 舞台『CharadeManiacs』再演（2024年1月11日 - 15日、ラゾーナ川崎プラザソル） - 萬城トモセ 役[17]

### 映画
- やるっきゃ騎士（2015年5月） - 野球部員 役
- 宇田川町で待っててよ。（2015年7月） - シュウ 役
- デスフォレスト 恐怖の森3（2015年12月） - 早瀬裕紀 役

### テレビドラマ
- 35歳の高校生（2013年、日本テレビ） - 篠原陽介 役[18]
- 地獄先生ぬ〜べ〜 第3話（2014年10月25日、日本テレビ） - シンイチ 役
- 男と女のミステリー時代劇 第11話（2016年9月6日、BSジャパン） - 弥太郎 役
- マジで航海してます。（2017年、毎日放送） - 海斗 役
- 今日から俺は!!（2018年10月14日 - 、日本テレビ） - 三原秀樹 役
- 妖怪!百鬼夜高等学校 （2018年10月18日 - 12月28日、BS日テレ） - スカ屁 役[19]
- 広告会社、男子寮のおかずくん 第6話 - （2019年2月19日 - 3月19日、tvk） - 最上翼役

### イベント
個人イベント
- 三原大樹 27th Birthday Event（2024年3月10日、参宮橋トランスミッション）[20]
- 三原大樹 28th Birthday Event（2025年3月16日 、コフレリオ新宿シアター）[21]

ゲスト、他
- ミラクル☆ステージ『サンリオ男子』〜KIRA KIRA KANSHA祭〜（2023年8月28日、animate hall BLACK）
- 舞台「CharadeManiacs」プレイベント（2024年1月6日、ラゾーナ川崎プラザソル）[17]
- 宮内伊織27th Birthday Event〜今日はみんなでチートデイ〜（2024年7月7日、日仏会館ホール）
- ネルケプランニング30th ANNIVERSARY『ネルフェス2024』（2024年8月20日、日本武道館） - 豊原夢ノ介 役
- ネルケプランニング30th ANNIVERSARY『ネルフェス2024』後夜祭！（2025年1月18日、TOKYO DOME CITY HALL）
- 舞台 「拝啓、親愛なる魔法使いのあなたへ」 アフターイベント（2025年4月24日、HYPERMIX門前仲町）[22]

- 白石康介ファンミーティング サマーリターンズ 〜熱い太陽に向かっていこうすけー！〜（2025年7月26日、STUDIO Y's） - ゲスト

### CM
- NARUTO 疾風伝 オリジナルサウンドトラック（2014年）
- ジョイポリス（2015年）
- 旭化成 サランラップ カップル編（2016年）